# Mal'čiki (film 1971)
Mal'čiki (Мальчики) è un film del 1971 diretto da Ekaterina Grigor'evna Stašesvskaja-Narodickaja.